# ミス・ミー・ブラインド
「ミス・ミー・ブラインド」(Miss Me Blind)は、イギリスのバンド、カルチャー・クラブが1984年にリリースしたシングル。

## 概要
2枚目のスタジオ・アルバム『カラー・バイ・ナンバーズ』からシングルカットされたが、イギリスではリリースされず、アメリカや日本などでリリースされた。シングルジャケットは、マイキー・クレイグのアップの写真が使用された。発売当初の邦題は「ミス・ミー」と省略されていたが、その後原題に準拠している。
MVでは日本人女性や漢字が登場する。
アメリカでは最高位5位を記録、2023年現在同チャートでのトップ10入りシングルは今作が最後。

## トラックリスト
| #  | タイトル                                        | 作詞 | 作曲・編曲 |
| -- | ----------------------------------------------- | ---- | ---------- |
| 1. | 「ミス・ミー」(Miss Me Blind)                   |      |            |
| 2. | 「カラー・バイ・ナンバーズ」(Colour By Numbers) |      |            |